# 雨上がりの急な坂道
「雨上がりの急な坂道」（あめあがりのきゅうなさかみち）は、日本の音楽ユニット・little by littleの3作目のシングル。

## 概要
- 前作「LOVE & PEACE」から約4ヶ月ぶりのシングル。
- 表題曲は森尾由美と新井康弘主演のドラマ『大好き!五つ子6』の主題歌に起用され、初のドラマタイアップを担当した。

## 収録曲
1. 雨上がりの急な坂道
作詞・作曲：tetsuhiko
編曲：カンセイ・ミヤジ、tetsuhiko
ストリングスアレンジ：村山達哉
2. ハッブル
作詞・作曲：tetsuhiko
編曲：tasuku
3. Ninja Kids
作詞・作曲：tetsuhiko
編曲：嘉生大樹
4. 雨上がりの急な坂道 -Instrumental-
作曲：tetsuhiko
編曲：カンセイ・ミヤジ、tetsuhiko
ストリングスアレンジ：村山達哉
表題曲のインストゥルメンタル。

## 参加ミュージシャン
little by little
- hideco：Vocals (#1,2,3)
- tetsuhiko：Chorus (#1)、Keyboards (#1,4)

Additional Musician
- カンセイ・ミヤジ：Guitar (#1,4)
- tasuku：Bass (#1,4)
- 嘉生大樹：Guitar & Bass (#3)
- 佐野康夫：Drums (#1,4)
- 野崎真助：Drums (#3)
- 村山/桐山ストリングス：Strings (#1,4)

## タイアップ
- TBS系列愛の劇場『大好き!五つ子6』主題歌 (#1)

## 収録アルバム
- Sweet Noodle Pop (#1,3)